# Giuseppe Recco

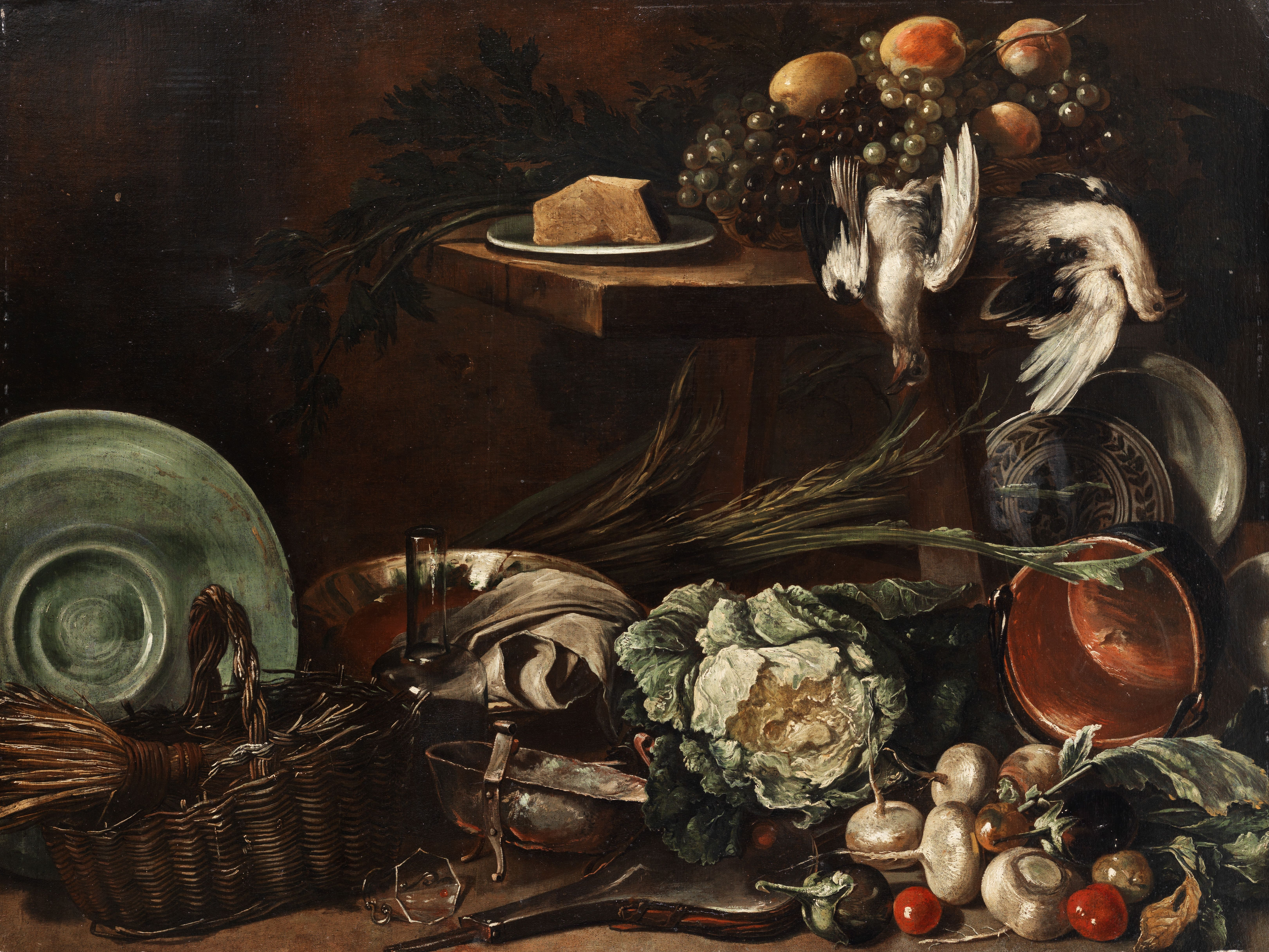
Giuseppe Recco: Großes Küchenstillleben mit Gemüse, Obst, Geflügel, Geschirr und Korb, Öl auf Leinwand, 93 × 131 cm, Privatsammlung (?)

Giuseppe Recco (* 1634 in Neapel; † 29. Mai 1695 in Alicante) war ein neapolitanischer Stilllebenmaler.
Giuseppe Recco, der Sohn von Giacomo Recco, war bereits zu Lebzeiten ein gefeierter Künstler. Seine Ausbildung erhielt er von seinem Vater und seinem (vermutlichen) Onkel Giovan Battista Recco.
Während einer Reise in die Lombardei studierte er die Arbeiten von Evaristo Baschenis und wurde in der Folge wie sein Vater zum Maler von naturalistischen Blumenstillleben. Nach seiner Rückkehr nach Neapel wechselte er jedoch, beeinflusst von Caravaggio und dessen Kreis, zu Fisch-, Wild- und Küchenszenen.
Seine Werke zeichnen sich durch klare Kompositionen aus, welche auf einer Balance von Horizontale und Vertikale beruhen, die als typisch neapolitanischer Stil gelten. Etwa ab 1670 zeigen seine Kompositionen einen barockeren, dekorativen Stil.